# John Todd (biologiste)
Pour les articles homonymes, voir John Todd.
John Todd (né en 1939) est un biologiste canadien travaillant dans le domaine de l'écologie, ses idées et leurs applications devenant souvent la base de technologies alternatives. Ces intérêts professionnels principaux sont résoudre les problèmes de production alimentaire et les systèmes d’épuration des eaux usées. Il a présenté ces résultats dans des livres et des publications scientifiques.

## Biographie
Todd né à Hamilton, Ontario, Canada en 1939.  Il obtint son diplôme universitaire, un B.Sc. (1961) en agriculture et son master, un M.Sc. (1963) en parasitologie et médecine tropicale à l’Université de McGill à Montréal, Québec, poursuivant ensuite un doctorat en pêcherie et océanographie à l’université du Michigan.  Ses premiers intérêts sont dans l’écologie comportementale des poissons comme professeur assistant d’éthologie à l’université de San Diego (1968-1970), ensuite il rejoignit l'Institut océanographique de Woods Hole à Woods Hole, comme chercheur assistant.
Sa femme, Nancy Jack Todd, diplômée en danse, est écrivaine et éditeur. Elle édita et parapha les introductions de beaucoup des livres de John Todd, et ils en ont co-écrit les plus récents. Pendant la période Woods Hole, John commença à développer ses idées sur la complexité de la chaîne alimentaire biologique, et dans ses conversations avec Nancy se demanda si une conception plus écologique pourrait servir les besoins humains. Elle suggéra que la science avait besoin d'un « visage humain ».

## Recherches écologiques
En 1969, les Todds co-fondèrent le New Alchemy Institute (en) (« Institut Nouvelle Alchimie ») afin de faire des recherches dans les aspects de la biologie pouvant être appliqués aux technologies nouvelles. Todd et ses collègues ont créé des écosystèmes miniatures, auto-suffisants, amenant les principes écologiques au service des besoins humains. En plus de créer et prototyper des systèmes de production alimentaire pour les communautés, ce travail amena de nouvelles approches innovatrices sur la gestion des eaux usées et l’épuration des eaux polluées industrielles. L'approche de Todd tourne autour des micro-organismes, du poisson et des plantes (phytoremédiation).
En 1974 Todd retourna au Canada pour créer et construire une « Arche pour P.E.I. » à Spry Point, sous contrat gouvernemental.  En 1976, l'Arche (ARK) devint un site d’expérimentation des principes de base de ce qui allait devenir la « machine vivante » (living machine), ainsi qu'un site établi  d'innovations en écologie renouvelable : orientation solaire, collecteurs solaires, éolien, stockage thermique et toilettes sèches. Living Machine est maintenant une marque déposée détenue par Dharma Group à Charlottesville, détenant aussi les brevets originaux de ces systèmes.

### Eau
Todd et ses collègues développèrent donc les « living machines (en) ». Ce système est une technologie écologique d’ingénierie développée afin de restaurer, assainir et remédier aux problèmes des eaux polluées, en imitant et optimisant les processus naturels de purification des cours d'eau, mares et marais. En application pratique, une machine vivante est un système auto-suffisant de traitement des eaux usées et phytoépuration adapté à une situation bien spécifique utilisant les principes d’ingénierie écologique. 
Tout cela en utilisant des communautés diverses de bactéries, micro-organismes, algues, plantes, arbres, escargots, poissons et autres créatures vivantes.

### Eaux usées
John Todd développa une serre de traitement des déchets à Cape Cod donnant de l'eau potable à partir des eaux usées. Les bactéries consomment les eaux usées et transforme l'ammoniaque en nitrates. Les nitrates servent de nourriture aux algues et de fertilisant aux plantes aquatiques (Lemnoideae). Le zooplancton et les escargots consomment les algues. Les poissons mangent le zooplancton. Les plantes flottantes prennent le reste. Les joncs, roseaux et jacinthes d'eau dépurent les toxines. Les arbres absorbent les métaux lourds. Les produits dérivés sont des plantes décoratives et les ménés ; ces deux peuvent se vendre. Les ménés sont vendus comme appâts. Les plantes aquatiques sont utilisées dans les lagons de plein air de retraitement des eaux usées en Californie, en Floride et au Mississippi. Le système living machine est parfait pour les climats froids de l’hémisphère nord. La ville de Harwich (Massachusetts) utilise ce système depuis 1990.

## Prix
Todd fut président du New Alchemy Institute jusqu'en 1981. En 1980, il co-fonda Ocean Arks International (en). Il co-fonda aussi Living Technologies Inc., une entreprise de design et d’ingénierie en écologie à Burlington (Vermont). Depuis 1999, il est professeur à l'université du Vermont.
Bien que Todd ait poursuivi ses recherches en ayant les pays en voie de développement comme problématique, les applications bénéficient aussi les Industries.
John Todd a reçu le prix du Buckminster Fuller Challenge en 2008.  En 1994, le prix Daimler-Chrysler Award for Innovation in Design, en 1996, le prix Environmental Merit Award (de l'Agence américaine de protection de l’environnement), en 1998, le prix Bioneers Lifetime Achievement Award.  En 1998, lui et sa femme ont reçu le prix Lindbergh Award en reconnaissance de leur travail pour l'environnement ; ils sont aussi Fellows de la Fondation Findhorn. Todd fut mentionné dans Inventing Modern America, publié par le programme Lemelson-MIT (en) pour l'invention et l'innovation, notamment pour le développement de technologies de traitement des eaux usées.

## Livres
- The Village as Solar Ecology (1980)
- Tomorrow is Our Permanent Address (1980)
- Reinhabiting Cities & Towns: Designing for Sustainability (1981)
- Bioshelters, Ocean Arks, City Farming: Ecology as the Basis of Design (1984)
- From Eco-cities to Living Machines (1994)